# Ladri di biciclette (Roman)
Ladri di biciclette (Fahrraddiebe) ist ein Roman von Luigi Bartolini aus dem Jahr 1946, der Cesare Zavattini und Vittorio De Sica 1948 zum gleichnamigen Spielfilm inspirierte.

## Handlung
Der autobiographisch gefärbte Roman erzählt in Ich-Form die Geschichte eines namenlosen Journalisten und Malers, der im Jahr 1944 in den Schwarzmarktvierteln Roms nach seinem gestohlenen Fahrrad aus Aluminium sucht, das für ihn eine wichtige Existenzgrundlage darstellt. Im Zuge der Suche erinnert sich der Erzähler an vergangene Fahrraddiebstähle, bei denen er seine Fahrräder schließlich wiedergefunden hat. Details zum Erzähler rücken erst im zweiten Teil des Romans in den Vordergrund, wo er die Rahmenhandlung benutzt, um mäandrierend seine Lebensumstände und seine Beziehungen zu verschiedenen Frauen anzudeuten sowie seine persönlichen Betrachtungen über das Leben auszubreiten. Am Ende des Romans kauft er dem Dieb das gestohlene Fahrrad um 5000 Lire ab.

## Verfilmung und Kontroverse
Die Veröffentlichung des Films löste einen langen, auch rechtlichen Streit zwischen Bartolini und dem Drehbuchautor Cesare Zavattini aus. Obwohl Bartolini diesem vertraglich völlige Handlungsfreiheit eingeräumt hatte, war er über die „falsche Darstellung“ im Film verärgert und schrieb zwei bitterböse Artikel im Corriere di Brescia und im Giornale del Popolo, was dazu führte, dass er wegen Verleumdung verklagt wurde.
1949 schrieb Bartolini über den Film:

“Tutto il soggetto, manipolato dallo Zavattini, è sbagliato e di nessun interesse. (...) Secondo il film di De Sica a Roma sono tutti ladri o tale bernoccolo si risveglia alla prima occasione. Tesi assurda e psicologicamente senza analisi ... È un film che manca di un sia pur minimo intreccio [...] il De Sica non è un grande regista. L’hanno montato da anni, ma, secondo me, è più un portato, più uno che ha saputo farsi portare, che non un genio del cinema.”

„Der gesamte Stoff, der von Zavattini verfälscht wurde, ist verdreht und uninteressant. (...) Laut De Sicas Film sind in Rom alle Diebe, oder zumindest die Veranlagung dazu wird bei der ersten Gelegenheit wachgerüttelt. Das ist eine absurde These ohne psychologische Analyse ... Es ist ein Film, dem auch nur die geringste Verwicklung fehlt [...] De Sica ist kein großer Regisseur. Sie bauen ihn schon seit Jahren auf, aber meiner Meinung nach ist er eher ein Getragener, eher jemand, der es verstanden hat, sich tragen zu lassen, als ein Kinogenie.“

Der 1954 im Verlag Vallecchi erschienenen Ausgabe legte Bartolini auf einem roten Zettel eine Anmerkung bei, in der er die Verfilmung scharf kritisierte: „Der gleichnamige Film stellt nur die erste Hälfte des Romans dar. Und tatsächlich kann der Film künstlerisch nur in den Sequenzen bestehen, die am besten zum Roman passen und im wirklichen Leben sehr gut das wiedergeben, was ich dargestellt und beschrieben habe.“

## Ausgaben (Auswahl)
- Ladri di biciclette (Romanzo umoristico del furto e del ritrovamento d'una bicicletta per tre volte). Mit vier Radierungen des Autors. Polin, Rom 1946.
- Ladri di biciclette. 2. aktualisierte Auflage. Collezione La Gaja Scienza n. 40. Longanesi, Mailand 1948.
- Ladri di biciclette. Vallecchi, Florenz 1954.

## Deutsche Ausgaben
- Fahrraddiebe. Stahlberg Verlag, Karlsruhe, 1952.
- Fahrraddiebe. Aus dem Italienischen übersetzt von Hellmut Ludwig. Fischer Taschenbuch Verlag, Frankfurt am Main 1986.